# Ottawa Senators
Die Ottawa Senators (IPA: [ˈɒɾəwɒː ˈsɛn.ə.tɚs]; französisch Sénateurs d’Ottawa) sind ein kanadisches Eishockeyfranchise der National Hockey League aus Ottawa in der Provinz Ontario. Es wurde am 16. Dezember 1991 gegründet und nahm zum Beginn der Saison 1992/93 den Spielbetrieb auf. Zwischen 1893 und 1934 gab es bereits ein gleichnamiges Franchise, das in der NHL beheimatet war und zehnmal den Stanley Cup gewann. Die Teamfarben sind Rot, Schwarz, Gold und Weiß. Das Logo zeigt einen römischen Centurio, der nach Angaben des Teams über einen Sitz im Römischen Senat verfügen soll.
Die Senators tragen ihre Spiele im Canadian Tire Centre aus und sind eines von sieben in Kanada beheimateten Franchises. Nach einem schwierigen Start in die als spielstärkste Eishockeyliga der Welt geltende NHL, durchlebte das Team aus der kanadischen Hauptstadt im Laufe der 1990er Jahre Höhen und Tiefen, bis es sich zu Beginn des neuen Jahrtausends unter den besten Mannschaften der Liga etablieren konnte. Trotz einer Finalteilnahme in der Saison 2006/07 blieb den neugegründeten Senators der Gewinn des prestigeträchtigen Stanley Cups bisher verwehrt.

## Geschichte
Hochklassiges Eishockey gab es in Ottawa bereits in der Zeit von 1893 bis 1934, als die originalen Ottawa Senators große Erfolge feiern konnten. Insgesamt zehn Mal konnten sie den Stanley Cup gewinnen, vier Mal als Mitglied der NHL. Mit dem Einsetzen der Weltwirtschaftskrise im Jahr 1929 begannen auch für die Eishockeymannschaften schwierige Zeiten. Die Senators mussten sich aus finanziellen Gründen von ihren Stars trennen und fanden sich in den unteren Regionen der Tabelle wieder. Zudem gingen die Einnahmen durch den einsetzenden Zuschauerschwund deutlich zurück und man musste sogar eine gesamte Saison aussetzen. 1934 war man gezwungen das Franchise nach St. Louis, Missouri umzusiedeln, um die Mannschaft weiter erhalten zu können. Doch nach nur einer Saison in St. Louis musste das Franchise aufgelöst werden.

### Eishockey kehrt zurück nach Ottawa (1989 bis 1995)
Bereits 1989 begann der Unternehmer Bruce Firestone sein Vorhaben hochklassiges Eishockey nach Ottawa zurückzubringen. Unterstützt wurde er in der Öffentlichkeit durch Frank Finnigan, dem damals noch letzten lebenden Mitglied der originalen Senators, die 1928 zum letzten Mal den Stanley Cup nach Ottawa bringen konnten. Am 16. Dezember 1991 erhielt Firestone den Zuschlag für ein NHL-Franchise. Finnigan starb nur neun Tage später im Alter von 88 Jahren. Ihm zu Ehren sperrten die neuen Ottawa Senators die Nummer 8, die Finnigan als aktiver Spieler getragen hatte.
Am 8. Oktober 1992 begann die erste Saison des Franchise mit einem Sieg gegen die Montreal Canadiens. Doch der Rest der Spielzeit gestaltete sich weniger positiv. Die Mannschaft hatte keinen echten Star in ihren Reihen und wurde hauptsächlich aus Spielern zusammengestellt, die das Management um General Manager Mel Bridgman im NHL Expansion Draft 1992 ausgewählt hatte, wie Sylvain Turgeon oder Jamie Baker. Am Ende der Saison belegten die Senators den letzten Platz mit zehn Siegen gegenüber 70 Niederlagen.
Zur schlechten Leistung des Teams kamen noch finanzielle Probleme hinzu. Für die Senators sollte eine neue Arena gebaut werden, da das Ottawa Civic Centre mit 10.500 Plätzen nur ein geringes Fassungsvermögen hatte. Doch Teambesitzer Firestone sollte sowohl für das neue Stadion als auch für die Verkehrsanbindung alle Kosten tragen, ohne finanzielle Hilfe aus der öffentlichen Hand. Firestone verließ das Franchise im August 1993 und Rod Bryden wurde neuer Besitzer der Senators. Bryden hatte nach einem Jahr genug Geld um die 188 Millionen Dollar teure Multifunktionsarena zu finanzieren. Jedoch stieß die Wahl des Bauortes in der Region Kanata auf Kritik, da er außerhalb des Ballungsraums von Ottawa lag und die Verkehrsanbindung nur mangelhaft war. In den folgenden Jahren ließen die Senators Autobahnanbindungen und eine Brücke von ihrem eigenen Geld bauen. Die Arena trieb daraufhin die Entwicklung der Region Kanata zu einer wirtschaftlich starken, aber auch gut bewohnten Gegend deutlich voran.
Der sportliche Erfolg ließ aber nach dem Premierenjahr in der NHL weiter auf sich warten. Immerhin wurde die Mannschaft zur Saison 1993/94 durch die hoch eingeschätzten Talente Alexei Jaschin und Alexandre Daigle, die im NHL Entry Draft 1992 und 1993 verpflichtet wurden, verstärkt. Jaschin konnte sofort überzeugen, doch die Senators belegten erneut den letzten Platz in der Liga, den sie auch in den folgenden Jahren innehaben sollten.

### Der Aufschwung wird begonnen (1996 bis 2000)

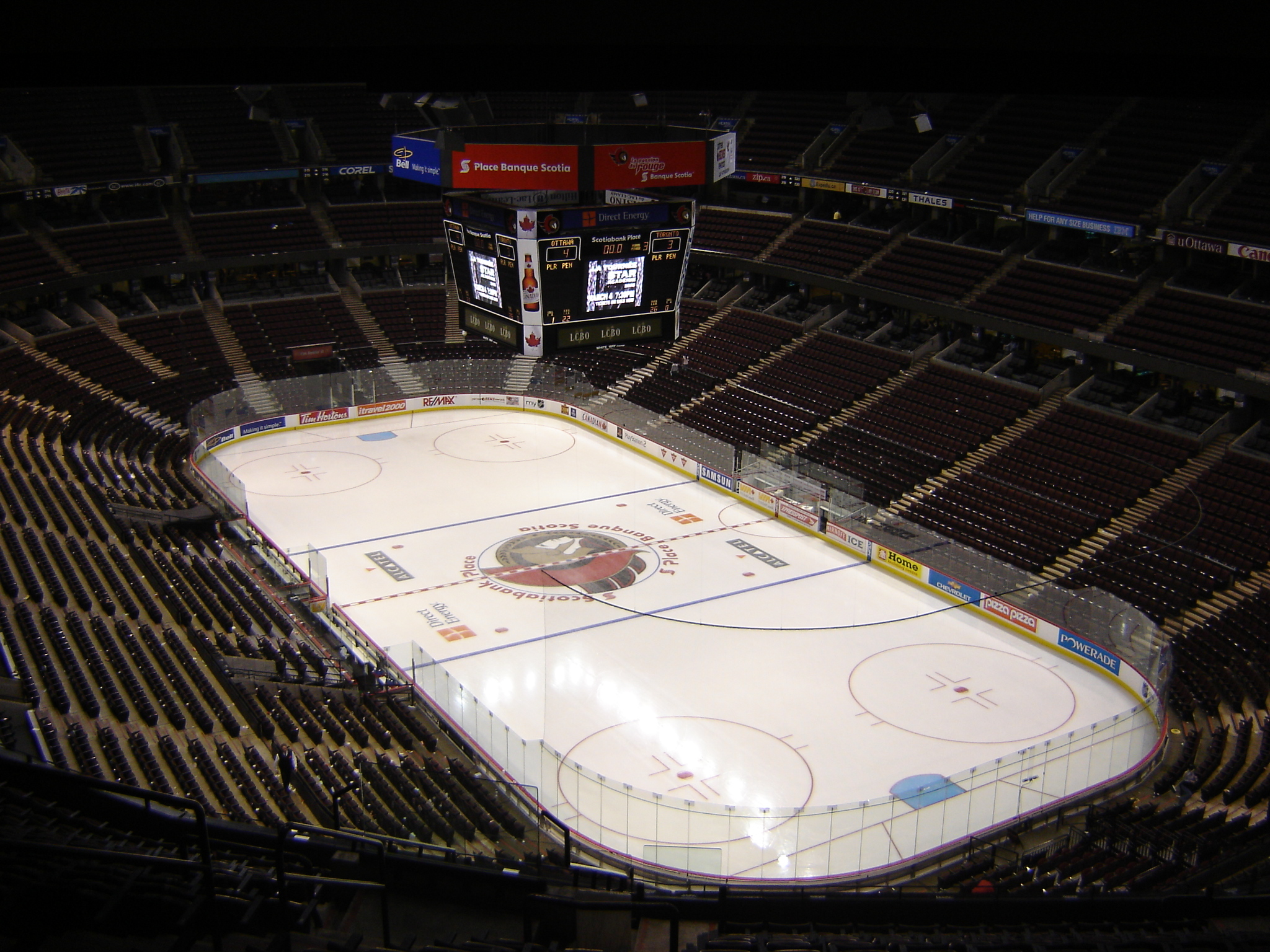
Die neue Heimat der Senators: Das Palladium, heute als Canadian Tire Centre bekannt

Im Januar 1996 sollte dann der Aufschwung im Team eingeleitet werden. Zum einen wurde Jacques Martin als Cheftrainer verpflichtet, zum anderen zogen die Senators in das Palladium ein, die neue Multifunktionsarena im Vorort Kanata. Zwar spielte die Mannschaft über die gesamte Saison weiterhin schwach und wurde erneut letzter, doch mit Daniel Alfredsson, den sie im NHL Entry Draft 1994 verpflichtet hatten, gewann der erste Spieler der Ottawa Senators die Calder Memorial Trophy als bester Neuprofi der NHL. Das hoch eingeschätzte Talent Alexandre Daigle entpuppte sich hingegen durch nur durchschnittliche Leistungen immer mehr als Enttäuschung und musste 1998 die Mannschaft verlassen.
1997 konnten sich die Senators zum ersten Mal vom letzten Platz lösen und erreichten die Playoffs. In der ersten Runde mussten sie sich aber in einer hart umkämpften Serie den Buffalo Sabres in sieben Spielen geschlagen geben. 1998 konnten sie gegen die New Jersey Devils zum ersten Mal eine Playoff-Serie gewinnen, doch in der zweiten Runde hatten sie gegen die Washington Capitals keine Chance, die später das Stanley-Cup-Finale erreichten. Besonders im Tor hatte sich das Team mit Damian Rhodes und Ron Tugnutt deutlich verbessert, die ein wichtiger Rückhalt für das Team waren.
Auch in den folgenden Jahren konnten die Senators immer die Playoffs erreichen. Mit Marián Hossa stieß im Herbst 1998 ein weiterer talentierter Stürmer zur Mannschaft und sie belegten am Ende der regulären Saison hinter den New Jersey Devils den zweiten Platz in der Eastern Conference. Doch in den Playoffs schieden sie gleich in der ersten Runde gegen die Buffalo Sabres aus, ohne einen Sieg errungen zu haben.
Nach der Saison konzentrierte sich die Aufmerksamkeit auf einen Eklat neben dem Eis. Mannschaftskapitän Alexei Jaschin wollte seinen noch ein Jahr laufenden Vertrag nicht bei den Senators erfüllen und forderte, dass er zu einem anderen Team transferiert wird. Das Management folgte seinem Wunsch nicht und Jaschin entschloss sich, die gesamte Saison 1999/2000 zu streiken, um im Sommer 2000 zu einem anderen Team zu wechseln. Doch die NHL entschied, dass Jaschin bis 2001 für die Senators spielen muss, da er durch seinen Streik Vertragsbruch begangen habe und somit seine gesamte Vertragslaufzeit nicht absolviert hatte. Jaschin hatte schon in den Jahren zuvor seine Beliebtheit bei den Fans verspielt, als er sich weigerte, die Saison 1995/96 zu spielen, weil er weniger verdiente als sein damaliger Mannschaftskamerad Alexandre Daigle.
In den Playoffs 2000 stießen die Ottawa Senators auf die Toronto Maple Leafs und schieden gleich in der ersten Runde aus. In den folgenden vier Jahren sollten sie noch dreimal in den Playoffs auf die Maple Leafs treffen und jedes Mal verlieren. Zudem stammen beide Mannschaften aus der kanadischen Provinz Ontario, weshalb eine Rivalität zwischen beiden Teams entstand.

### Erfolge und finanzielle Probleme (2001 bis 2004)
2000/01 war die letzte Saison von Alexei Jaschin bei den Senators und er präsentierte sich noch einmal in guter Form, die er jedoch nicht mehr in den Playoffs abrufen konnte. Marián Hossa etablierte sich mittlerweile als eine wichtige Stütze im Angriff, in der Verteidigung wurde Wade Redden zu einer festen Größe und im Tor zeigte Patrick Lalime sehr gute Leistungen. Daniel Alfredsson führte als Mannschaftskapitän die Mannschaft an. Hinzu kamen viele junge Spieler, wie Chris Phillips, Martin Havlát und Mike Fisher. Nach Jaschins Weggang wurde die Mannschaft durch Zdeno Chára verstärkt. Über die zweite Runde der Playoffs kamen die Senators 2001/02 aber noch nicht hinaus.
Die Saison 2002/03 wurde geprägt von Höhen und Tiefen. Am 9. Januar 2003 musste das Franchise Insolvenz anmelden, konnte aber den Spielbetrieb durch finanzielle Hilfe von Seiten der NHL fortsetzen. Trotz der finanziellen Sorgen spielte die Mannschaft ihre beste Saison und belegte am Ende des Grunddurchgangs den ersten Platz in der Liga und gewann somit die Presidents’ Trophy. In den Playoffs konnten sie mit ihrem erfolgreichen Spiel fortsetzen und scheiterten erst im Finale der Eastern Conference an den New Jersey Devils, die den Stanley Cup gewinnen konnten.
Im September 2003 kaufte der Unternehmer Eugene Melnyk die Ottawa Senators, die somit wieder in eine finanziell gesicherte Zukunft blicken konnten.
Die Senators bestritten 2003/04 eine solide Saison und qualifizierten sich ohne größere Probleme für die Playoffs. Am 5. März 2004 kam es zu einem Aufsehen erregenden Spiel gegen die Philadelphia Flyers. Alleine in den letzten zwei Spielminuten kam es zu fünf Massenschlägereien und es dauerte 90 Minuten, um diese zwei Spielminuten zu Ende zu spielen. Am Ende wurden insgesamt 419 Strafminuten vergeben und beide Mannschaften hatten nur noch sechs bzw. sieben Spieler auf der Bank. Nachdem die Senators es in der Vorsaison bis ins Finale der Eastern Conference geschafft hatten, schieden sie diesmal gleich in der ersten Runde gegen den Erzrivalen, die Toronto Maple Leafs, aus.

### Eine neue Ära (seit 2004)
Das Ausscheiden hatte personelle Konsequenzen und Cheftrainer Jacques Martin, der die Senators über fast neun Jahre zu einem konkurrenzfähigen Team aufgebaut hatte, aber nur vier von zwölf Playoff-Serien gewann, wurde entlassen und Torhüter Patrick Lalime wurde zu den St. Louis Blues transferiert. Bryan Murray wurde am 8. Juni 2004 als neuer Cheftrainer der Ottawa Senators eingestellt. Die Saison 2004/05 wurde wegen des Lockout abgesagt und im Spätsommer 2005 wurde die Mannschaft für die neue Saison zusammengestellt. Marián Hossa, der sich mittlerweile unter den besten Stürmern der Liga etabliert hatte, wurde zu den Atlanta Thrashers transferiert, die im Gegenzug Dany Heatley nach Ottawa abgaben. Heatley hatte um diesen Transfer gebeten, da zwei Jahre zuvor ein Teamkamerad und Freund, Dan Snyder, bei einem von ihm verschuldeten Autounfall ums Leben kam und er nun Abstand gewinnen wollte. Als neuen Torhüter verpflichteten sie mit Dominik Hašek einen sehr erfahrenen Torhüter.
Gleich im ersten Spiel der Saison 2005/06 am 5. Oktober 2005 sorgte die Mannschaft für eine Premiere, als sie die Toronto Maple Leafs im neueingeführten Shootout bezwangen. Mannschaftskapitän Alfredsson und Heatley trafen zum Sieg der Senators und die Schläger beider Spieler, die sie im Shootout benutzt hatten, erhielten einen Platz in der Hockey Hall of Fame. Dany Heatley sorgte für ein weiteres Highlight, als er am 13. April 2006 der erste Spieler des Franchise wurde, der die Marke von 100 Punkten erreichte. Am Ende der Saison hatten sowohl er als auch Daniel Alfredsson 103 Punkte erzielt. Glänzen konnte ebenfalls Jason Spezza mit 90 Punkten, den das Management im NHL Entry Draft 2001 verpflichten konnte. Weniger positiv verlief die Saison für Torhüter Dominik Hašek. Im Februar 2006 verletzte er sich beim olympischen Eishockeyturnier und fiel für den Rest der Saison aus. Ersatztorhüter Ray Emery nahm seinen Platz ein und half dem Team beim Sieg in der ersten Runde der Playoffs gegen Titelverteidiger Tampa Bay Lightning. In der zweiten Runde scheiterten sie jedoch an den Buffalo Sabres.

#### Saison 2006/07

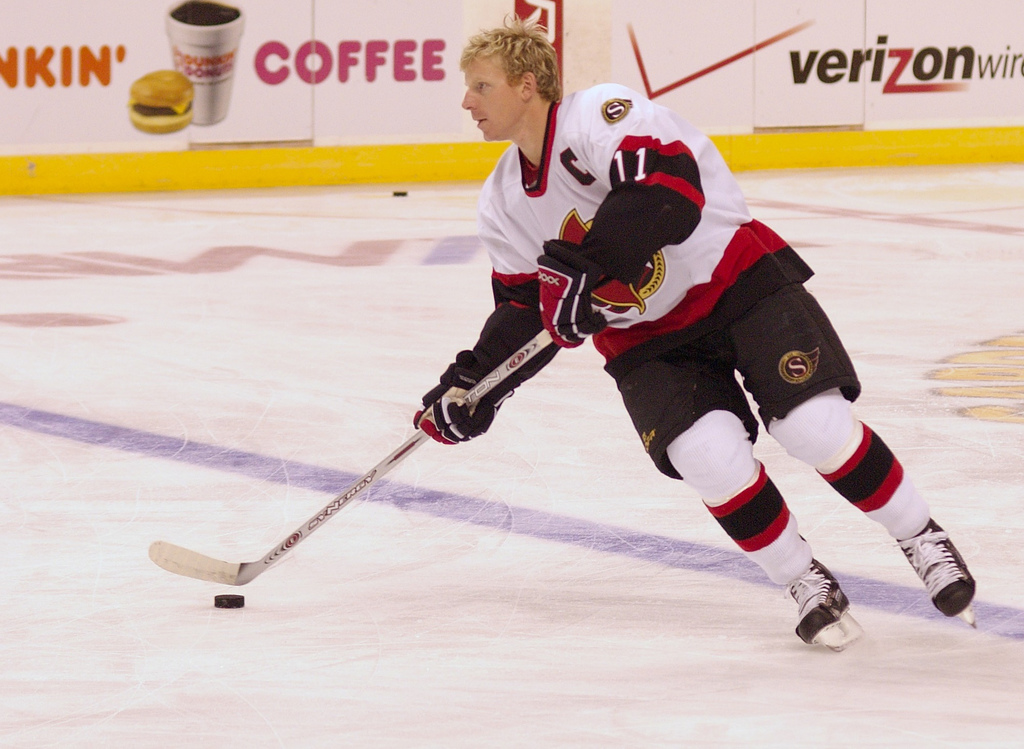
Mannschaftskapitän Daniel Alfredsson war bester Torschütze der Playoffs 2007

Im Sommer 2006 verpflichteten die Senators Martin Gerber, der als neuer Stammtorhüter vorgesehen war, da Dominik Hašek keinen neuen Vertrag erhielt und mit Tom Preissing einen Verteidiger, dessen Stärke das Überzahlspiel ist. Mit Joe Corvo holten sie zudem noch einen defensiv orientierten Angreifer. Allerdings verließen auch einige wichtige Stützen der letzten Jahre die Mannschaft. Zdeno Chára wechselte zu den Boston Bruins, während Martin Havlát zu den Chicago Blackhawks transferiert wurde.
Die Mannschaft spielte eine sehr gute Saison 2006/07 und belegte am Ende der regulären Saison den vierten Platz im Osten der Liga. Dany Heatley absolvierte seine bis dahin beste Saison und erzielte 50 Tore und 55 Assists. Dahinter folgten seine Sturmpartner Jason Spezza und Daniel Alfredsson mit je 87 Punkten. Im Laufe des Grunddurchgangs plagten die Senators besonders im Angriff Verletzungssorgen. So mussten sie zwischenzeitlich mit Mike Comrie einen weiteren Center verpflichten, da mit Antoine Vermette, Spezza und Fisher gleich drei Spieler für diese Position längerfristig ausfielen. Im Tor konnte sich Ray Emery als Nummer eins gegen Martin Gerber durchsetzen.
In der ersten Runde der Playoffs trafen die Senators auf die Pittsburgh Penguins um Jungstar Sidney Crosby. Die Senators hatten keine großen Probleme mit dem noch sehr unerfahrenen Team und zogen nach fünf Spielen in die zweite Runde ein. Dort traten sie gegen die New Jersey Devils an und gewannen die Serie mit 4:1. Hauptsächlich die erste Angriffsreihe um Spezza, Alfredsson und Heatley war es, die das Team in das Eastern-Conference-Finale führte. Im Conference-Finale war mit den Buffalo Sabres die beste Mannschaft der regulären Saison der Gegner. Die Senators setzten sich in der Serie mit 4:1-Siegen durch und zogen zum ersten Mal in das Stanley-Cup-Finale ein. In der Finalserie um den Stanley Cup trafen die Senators auf die Anaheim Ducks. Da die Angriffsreihe um Spezza, Alfredsson und Heatley fast komplett ausgeschaltet wurde, gewann Anaheim die Serie in fünf Spielen und verhinderten somit, dass die Senators zum ersten Mal seit dem letzten Finalsieg der „originalen“ Ottawa Senators vor 80 Jahren wieder den Stanley Cup nach Ottawa bringen konnten.
Trotz des Erfolges entließ Teambesitzer Melnyk General Manager John Muckler. Cheftrainer Bryan Murray übernahm Mucklers Posten, legte aber gleichzeitig das Traineramt nieder. Nachfolger auf dem Trainerposten wurde Murrays vorheriger Assistenz-Trainer John Paddock.

#### Saison 2007/08
Die Senators hatten den besten Saisonstart aller Mannschaft mit 13 Siegen aus den ersten 14 Spielen und konnten somit an die Leistung des Vorjahrs anknüpfen. In der Eastern Conference hielten sie die Spitzenposition und bauten sie aus, jedoch erlebten sie im Januar eine Schwächephase, die auch im Februar anhielt und sie den ersten Platz der Conference abgeben mussten. Mit den Verpflichtungen von Mike Commodore und Cory Stillman versuchte das Management der Mannschaft mehr Stabilität zu bieten. Doch stattdessen verloren die Senators weiter an Boden und Ende Februar wurde Cheftrainer John Paddock, nachdem die Mannschaft innerhalb von 21 Spielen 14 Niederlagen hinnehmen musste, als Trainer entlassen und Bryan Murray kehrte auf diesen Posten zurück. In den verbleibenden eineinhalb Monaten der Saison zeigte das Team allerdings keine Besserung und sie belegten am Ende den siebten Platz im Osten, womit sie sich mit nur zwei Punkten Vorsprung einen Playoff-Platz sichern konnten. In der ersten Runde trafen sie, wie schon im Vorjahr, auf die Pittsburgh Penguins. Nachdem Ottawa in der vergangenen Saison noch bis ins Stanley-Cup-Finale eingezogen war, scheiterten sie nun bereits an den Penguins in vier Spielen, in denen sie nur fünf Tore erzielen konnten.

#### Seit 2008
In den folgenden neun Jahren wurden die Playoff fünfmal erreicht, wobei man jedoch jeweils ohne Titelgewinn ausschied; am weitesten drang das Team in den Playoffs 2017 vor, als es erst im Conference-Finale in sieben Spielen an Pittsburgh scheiterte. Nach dieser vergleichsweise erfolgreichen Spielzeit folgte ein tiefer Fall in der Saison 2017/18, als die Senators mit nur 67 Punkten Vorletzter der gesamten Liga wurden. Die Folge war ein aktuell stattfindender massiver Umbau bzw. Neuaufbau (Rebuild) der Mannschaft, der insbesondere von der Abgabe von nahezu allen Leistungsträgern geprägt ist, darunter Kapitän Erik Karlsson, Mike Hoffman, Mark Stone sowie der erst kurze Zeit zuvor verpflichtete Matt Duchene. In der Kritik steht dabei in erster Linie Eigentümer Eugene Melnyk, der das Team äußerst sparsam zu betreiben versucht, sodass sowohl Vertragsverhandlungen mit bedeutenden Spielern als auch der Bau einer neuen Spielstätte (bisher) scheiterten.

## Spielstätten

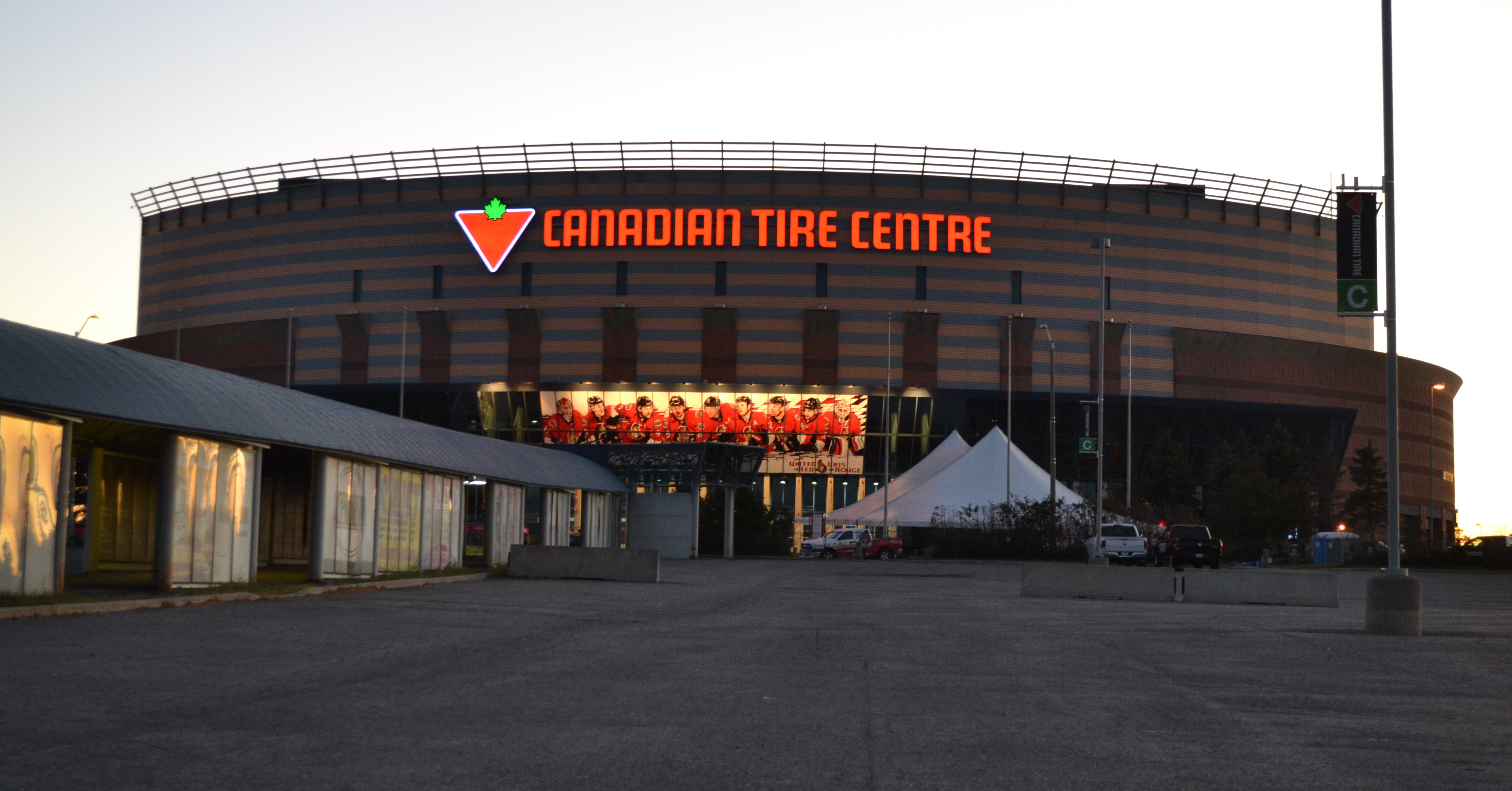
Das Canadian Tire Centre, die aktuelle Spielstätte

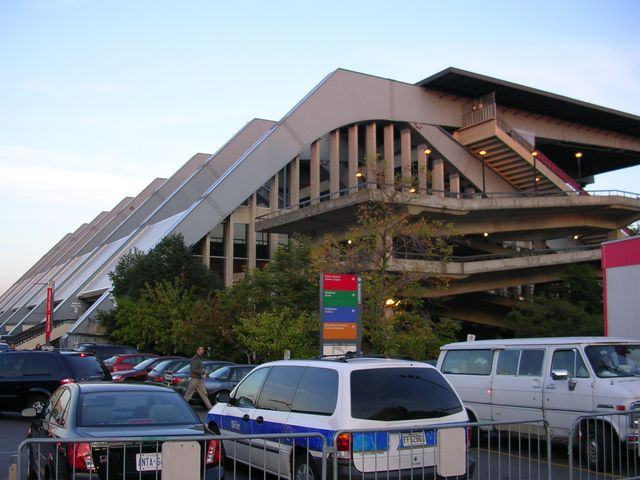
Das Ottawa Civic Centre, bis 1995 Heimat der Senators

Die Senators tragen ihre Heimspiele seit 1996 im Canadian Tire Centre, einer 18.630 Zuschauer fassenden Multifunktionsarena, aus. Sie befindet sich in Kanata, einem Vorort von Ottawa. Geplant und eröffnet wurde die Halle unter dem Namen The Palladium. Kurz nach Eröffnung sicherte sich der Softwarehersteller Corel die Namensrechte und benannte die Halle in Corel Centre um. Von 2006 bis 2013 lagen die Namensrechte an der Arena bei der Scotiabank, diese sollten ursprünglich noch bis 2021 gelten. Das Unternehmen sollte für die gesamte Dauer von 15 Jahren 20 Millionen US-Dollar zahlen. 2013 wurde der Name ein weiteres Mal geändert.
Von 1992 bis 1996 spielte der Klub im 1967 eröffneten Ottawa Civic Centre, das bei Eishockeyveranstaltungen eine Kapazität von 9.862 Plätzen hatte. Für die Senators wurde die Bestuhlung erneuert und der Platz je Sitz verringert, um eine Kapazität von 10.585 zu erreichen. Nach Auszug der Senators wurde dies zurückgebaut. Das Civic Centre befindet sich etwas außerhalb des Stadtzentrums von Ottawa. Da man zur Zeit des Baus nicht nur eine Eishalle in Ottawa benötigte, sondern auch ein Football-Stadion, legte man die Bauprojekte zusammen. Die Halle wurde hierbei in eine Tribüne des Stadions integriert. Seit Gründung ist dort auch die Nachwuchsmannschaft der Ottawa 67’s beheimatet. Als Anfang der 1970er Jahre mit der World Hockey Association wieder Profieishockey nach Ottawa kam, spielten dort auch die Ottawa Nationals und später die Ottawa Civics.

## Farmteams
| Saison          | Farmteam                      | Liga |
| 1992/93         | New Haven Senators            | AHL  |
| 1993/94–1995/96 | Prince Edward Island Senators | AHL  |
| 1994/95–1995/96 | Thunder Bay Senators          | CoHL |
| 1996/97         | Raleigh IceCaps               | ECHL |
| 1996/97–1997/98 | Worcester Ice Cats            | AHL  |
| 1997/98–1998/99 | Detroit Vipers                | IHL  |
| 1999/00–2001/02 | Grand Rapids Griffins         | AHL  |
| 2001/02         | Mobile Mysticks               | IHL  |

| Saison          | Farmteam            | Liga |
| 2002/03–2016/17 | Binghamton Senators | AHL  |
| 2005/06–2006/07 | Charlotte Checkers  | ECHL |
| 2008/09–2014/15 | Elmira Jackals      | ECHL |
| 2015/16         | Evansville IceMen   | ECHL |
| 2016/17         | Wichita Thunder     | ECHL |
| seit 2017/18    | Belleville Senators | AHL  |
| 2018/19–2020/21 | Brampton Beast      | ECHL |
| 2021/22         | Atlanta Gladiators  | ECHL |
| seit 2022/23    | Allen Americans     | ECHL |

Wie alle NHL-Teams unterhalten die Ottawa Senators mehrere Farmteams in unterklassigen Ligen. Die wichtigste und beste Talentschmiede besitzen die Senators seit Beginn der Saison 2017/18 in Belleville in der kanadischen Provinz Ontario, wo die Belleville Senators in der American Hockey League spielen. Zuvor war das Franchise von 2002 bis 2017 als Binghamton Senators bekannt. Die American Hockey League ist als Minor League der Klasse AAA und somit der höchstmöglichen Stufe unterhalb der NHL deklariert.

## Diverses

### Logo und Trikotdesign

Das O-Logo

Das Logo der Senators zeigt einen Centurion-Kopf im Profil, ergänzt um einen Lorbeerkranz und Schwingen. Das sekundäre Logo zeigt ein „S“ im Lorbeerkranz.
2007 wurde gemeinsam mit den neuen Reebok-Trikots ein neues Logo eingeführt. Es entspricht weitestgehend dem vorherigen sekundären Logo, das auf dem Trikotärmel sowie dem dritten Trikot verwendet wird. Die Zeichnung des Gesichts wurde etwas weniger abstrahiert und das Gesicht ist nun im Halbprofil. Seitdem wurde ebenfalls das O-Logo der alten Senators als sekundäres Logo verwendet.
Seit 2020 führen die Senators eine leichte Abwandlung des Logos, welches bereits von 1997 bis 2007 geführt wurde.
Das Heim-Trikot ist in Rot gehalten mit schwarzen und weißen Einsätzen an den Ärmeln und trägt das primäre Logo auf der Brust und das O-Logo an beiden Schultern. Der klassische V-Kragen ist schwarz. Das Auswärts-Trikot entspricht in der Gestaltung dem Heim-Trikot trägt jedoch die Hauptfarbe Weiß mit Schwarz und Rot als Akzentfarben.
Das dritte Trikot (das sogenannte Heritage-Trikot) wurde 2011 eingeführt und ist in der Gestaltung an das, der ursprünglichen Senators angelehnt. Die Grundfarbe Schwarz wird durch je einen rot-weißen Streifen über Brust und Ärmel unterbrochen. Dabei handelt es sich um einen gebrochenen Weißton. Das Heritage-Trikot trägt das O-Logo auf der Brust, sowie ein wappenschildartiges Logo auf den Schultern. Auf dem Wappen befindet sich der Teamname rechts in Englisch und links in Französisch, um die Zweisprachigkeit der Fanbasis widerzuspiegeln. Dieses Trikot trägt einen Schnürkragen.
Zum NHL Heritage Classic 2014 wurde eine Variante des Heritage-Trikots mit weißer Grundfarbe getragen.

## Erfolge und Ehrungen

### Sportliche Erfolge
| Presidents’ Trophies     |                                    |
| Saison                   |                                    |
| 2002/03                  |                                    |
| Conference Championships | Saison                             |
| Prince of Wales Trophy   | 2006/07                            |
| Division Championships   | Saison                             |
| Northeast Division       | 1998/99, 2000/01, 2002/03, 2005/06 |

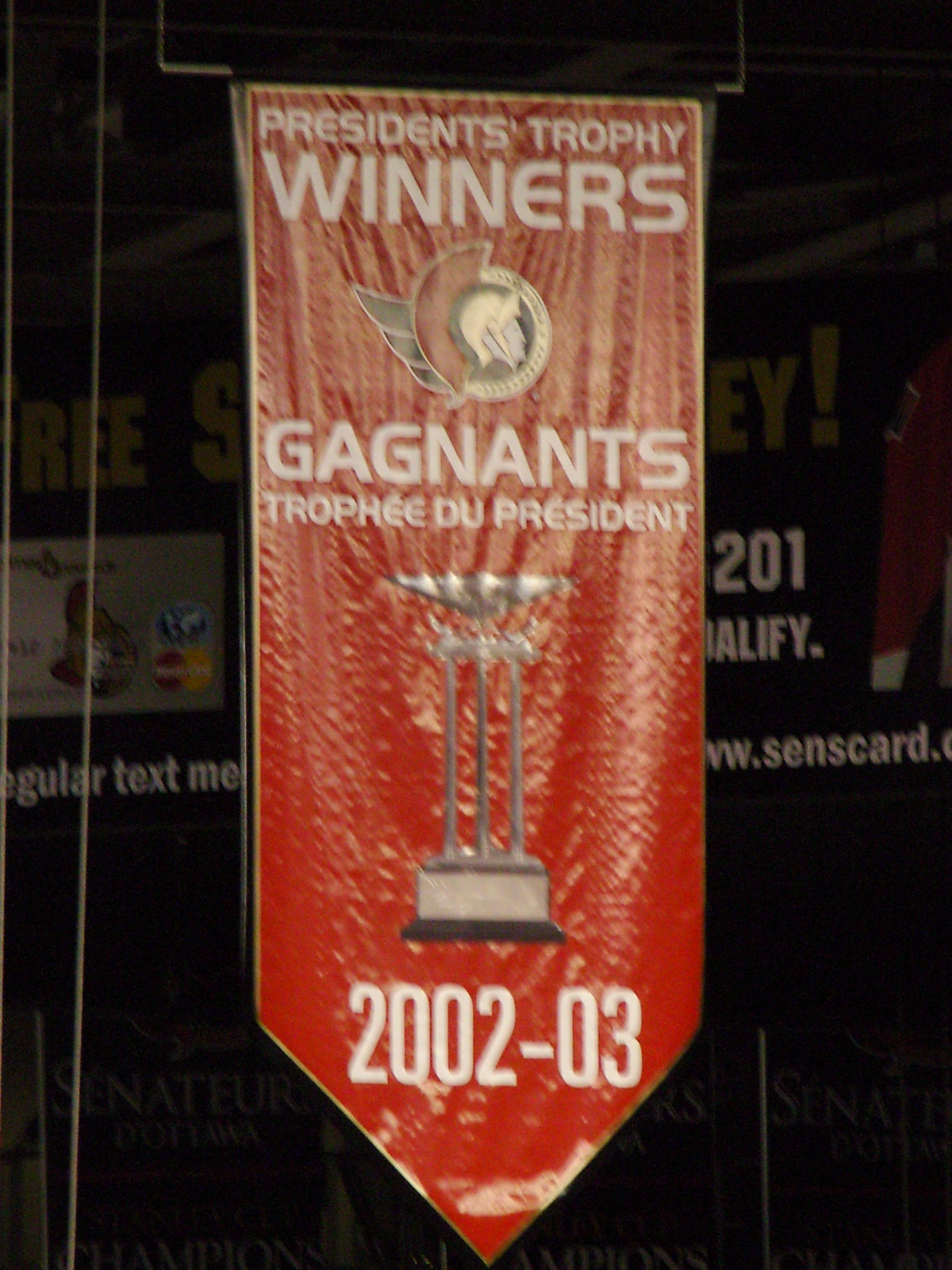
Der Banner an der Hallendecke des Canadian Tire Centre für den Gewinn der Presidents’ Trophy

Den ersten großen Erfolg feierten die Ottawa Senators in der Saison 2002/03 mit dem ersten Platz nach Beendigung der regulären Saison und dem damit verbundenen Gewinn der Presidents’ Trophy. Mit 52 Siegen in 82 Saisonspielen führten die Senators die Liga an und belegten die Spitzenposition mit zwei Punkten Vorsprung auf die Dallas Stars.
In der Saison 2006/07 fügten sie einen weiteren Erfolg hinzu. Nach souveränen Siegen über die Pittsburgh Penguins, New Jersey Devils und Buffalo Sabres in den ersten drei Runden der Playoffs erhielten die Senators die Prince of Wales Trophy als bestes Team der Eastern Conference. Somit standen sie erstmals im Finale um den Stanley Cup, wo sie auf den Vertreter der Western Conference, die Anaheim Ducks, trafen. In der Finalserie musste sich Ottawa jedoch geschlagen geben.
Zudem gewannen die Senators seit der Spielzeit 1998/99 vier Divisiontitel.

### NHL Awards und All-Star Team-Nominierungen
Seit der Gründung des Franchises gelang es sieben Spielern bzw. Trainern der Ottawa Senators einen der individuellen NHL Awards zu gewinnen. Zudem schafften es sechs Spieler in eines der All-Star-Teams, sowie fünf weitere ins All-Rookie-Team.
| Auszeichnung                   | Name | Saison                                                          |
| Bill Masterton Memorial Trophy | Craig Anderson Bobby Ryan                                                                                                  | 2016/17 2019/20                                                 |
| Calder Memorial Trophy         | Daniel Alfredsson | 1995/96                                                         |
| Jack Adams Award               | Jacques Martin Paul MacLean                                                                                                | 1998/99 2012/13                                                 |
| James Norris Memorial Trophy   | Erik Karlsson | 2011/12, 2014/15                                                |
| King Clancy Memorial Trophy    | Daniel Alfredsson | 2011/12                                                         |
| Mark Messier Leadership Award  | Daniel Alfredsson | 2012/13                                                         |
| NHL Plus/Minus Award           | Wade Redden | 2005/06                                                         |
| All-Rookie Team                | Daniel Alfredsson Sami Salo Marián Hossa Martin Havlát Andrej Meszároš Mark Stone Brady Tkachuk Josh Norris Jake Sanderson | 1995/96 1997/98 2000/01 2005/06 2014/15 2018/19 2020/21 2022/23 |
| First All-Star Team            | Dany Heatley Erik Karlsson                                                                                                 | 2006/07 2011/12, 2014/15, 2015/16, 2016/17                      |
| Second All-Star Team           | Alexei Jaschin Daniel Alfredsson Zdeno Chára Dany Heatley                                                                  | 1998/99 2005/06                                                 |

### NHL All-Star Game-Nominierungen
| Jahr | Name                                                                           |
| 1993 | Brad Marsh* Peter Sidorkiewicz                                                 |
| 1994 | Alexei Jaschin                                                                 |
| 1996 | Daniel Alfredsson                                                              |
| 1997 | Daniel Alfredsson                                                              |
| 1998 | Daniel Alfredsson Igor Krawtschuk                                              |
| 1999 | Ron Tugnutt                                                                    |
| 2000 | Radek Bonk                                                                     |
| 2001 | Radek Bonk Marián Hossa Jacques Martin***                                      |
| 2002 | Wade Redden Karel Rachůnek** Mike Fisher** Martin Havlát**                     |
| 2003 | Patrick Lalime Zdeno Chára Marián Hossa Anton Woltschenkow** Jacques Martin*** |
| 2004 | Daniel Alfredsson Wade Redden* Marián Hossa*                                   |

| Jahr | Name                                                         |
| 2007 | Dany Heatley Andrej Meszároš** Patrick Eaves**               |
| 2008 | Daniel Alfredsson Jason Spezza Dany Heatley* John Paddock*** |
| 2009 | Dany Heatley                                                 |
| 2011 | Erik Karlsson                                                |
| 2012 | Daniel Alfredsson Erik Karlsson Milan Michálek Jason Spezza  |
| 2015 | Bobby Ryan Mike Hoffman****                                  |
| 2016 | Erik Karlsson                                                |
| 2017 | Erik Karlsson                                                |
| 2018 | Erik Karlsson                                                |
| 2019 | Thomas Chabot                                                |
| 2020 | Anthony Duclair Brady Tkachuk                                |
| 2022 | Drake Batherson* Brady Tkachuk                               |
| 2023 | Brady Tkachuk                                                |
| 2024 | Brady Tkachuk                                                |

Insgesamt wurden bisher 33 Spieler der Ottawa Senators von den Fans aufgrund ihrer Beliebtheit ins All-Star Game gewählt oder aufgrund ihrer Leistungen von den Trainern nominiert.

### Saisonstatistik
Abkürzungen: GP = Spiele, W = Siege, L = Niederlagen, T = Unentschieden, OTL = Niederlagen nach Overtime bzw. Shootout, Pts = Punkte, GF = Erzielte Tore, GA = Gegentore
| Saison   | GP   | W    | L    | T   | OTL | Pts  | GF   | GA   | Platz         | Playoffs |
| 1992/93  | 84   | 10   | 70   | 4   | —   | 27   | 202  | 395  | 6., Adams     | nicht qualifiziert |
| 1993/94  | 84   | 14   | 61   | 9   | —   | 37   | 201  | 397  | 7., Northeast | nicht qualifiziert |
| 1994/951 | 48   | 9    | 34   | 5   | —   | 23   | 117  | 174  | 7., Northeast | nicht qualifiziert |
| 1995/96  | 82   | 18   | 59   | 5   | —   | 41   | 191  | 291  | 6., Northeast | nicht qualifiziert |
| 1996/97  | 82   | 31   | 36   | 15  | —   | 77   | 226  | 234  | 3., Northeast | Niederlage im Conference-Viertelfinale, 3:4 (Buffalo) |
| 1997/98  | 82   | 34   | 33   | 15  | —   | 83   | 193  | 200  | 5., Northeast | Sieg im Conference-Viertelfinale, 4:2 (New Jersey) Niederlage im Conference-Halbfinale, 1:4 (Washington)                                                                                    |
| 1998/99  | 82   | 44   | 23   | 15  | —   | 103  | 239  | 179  | 1., Northeast | Niederlage im Conference-Viertelfinale, 0:4 (Buffalo) |
| 1999/00  | 82   | 41   | 28   | 11  | 2   | 95   | 244  | 210  | 2., Northeast | Niederlage im Conference-Viertelfinale, 2:4 (Toronto) |
| 2000/01  | 82   | 48   | 21   | 9   | 4   | 109  | 274  | 205  | 1., Northeast | Niederlage im Conference-Viertelfinale, 0:4 (Toronto) |
| 2001/02  | 82   | 39   | 27   | 9   | 7   | 94   | 243  | 208  | 3., Northeast | Sieg im Conference-Viertelfinale, 4:1 (Philadelphia) Niederlage im Conference-Halbfinale, 3:4 (Toronto)                                                                                     |
| 2002/03  | 82   | 52   | 21   | 8   | 1   | 113  | 263  | 182  | 1., Northeast | Sieg im Conference-Viertelfinale, 4:1 (NY Islanders) Sieg im Conference-Halbfinale, 4:2 (Philadelphia) Niederlage im Conference-Finale, 3:4 (New Jersey)                                    |
| 2003/04  | 82   | 43   | 23   | 10  | 6   | 102  | 262  | 189  | 3., Northeast | Niederlage im Conference-Viertelfinale, 3:4 (Toronto) |
| 2004/052 | —    | —    | —    | —   | —   | —    | —    | —    | —             | — |
| 2005/06  | 82   | 52   | 21   | —   | 9   | 113  | 314  | 211  | 1., Northeast | Sieg im Conference-Viertelfinale, 4:1 (Tampa Bay) Niederlage im Conference Halbfinale, 1:4 (Buffalo)                                                                                        |
| 2006/07  | 82   | 48   | 25   | —   | 9   | 105  | 288  | 221  | 2., Northeast | Sieg im Conference-Viertelfinale, 4:1 (Pittsburgh) Sieg im Conference-Halbfinale, 4:1 (New Jersey) Sieg im Conference-Finale, 4:1 (Buffalo) Niederlage im Stanley-Cup-Finale, 1:4 (Anaheim) |
| 2007/08  | 82   | 43   | 31   | —   | 8   | 94   | 261  | 247  | 2., Northeast | Niederlage im Conference-Viertelfinale, 0:4 (Pittsburgh) |
| 2008/09  | 82   | 36   | 35   | —   | 11  | 83   | 217  | 237  | 4., Northeast | nicht qualifiziert |
| 2009/10  | 82   | 44   | 32   | —   | 6   | 94   | 225  | 238  | 2., Northeast | Niederlage im Conference-Viertelfinale, 2:4 (Pittsburgh) |
| 2010/11  | 82   | 32   | 40   | —   | 10  | 74   | 192  | 250  | 5., Northeast | nicht qualifiziert |
| 2011/12  | 82   | 41   | 31   | —   | 10  | 92   | 249  | 240  | 2., Northeast | Niederlage im Conference-Viertelfinale, 3:4 (New York) |
| 2012/133 | 48   | 25   | 17   | —   | 6   | 56   | 116  | 104  | 4., Northeast | Sieg im Conference-Viertelfinale, 4:1 (Montréal) Niederlage im Conference-Halbfinale, 1:4 (Pittsburgh)                                                                                      |
| 2013/14  | 82   | 37   | 31   | —   | 14  | 88   | 236  | 265  | 5., Atlantic  | nicht qualifiziert |
| 2014/15  | 82   | 43   | 26   | —   | 13  | 99   | 238  | 215  | 4., Atlantic  | Niederlage im Conference-Viertelfinale, 2:4 (Montréal) |
| 2015/16  | 82   | 38   | 35   | —   | 9   | 85   | 236  | 247  | 5., Atlantic  | nicht qualifiziert |
| 2016/17  | 82   | 44   | 28   | —   | 10  | 98   | 206  | 210  | 2., Atlantic  | Sieg im Conference-Viertelfinale, 4:2 (Boston) Sieg im Conference-Halbfinale, 4:2 (NY Rangers) Niederlage im Conference-Finale, 3:4 (Pittsburgh)                                            |
| 2017/18  | 82   | 28   | 43   | —   | 11  | 67   | 219  | 284  | 7., Atlantic  | nicht qualifiziert |
| 2018/19  | 82   | 29   | 47   | —   | 16  | 64   | 242  | 301  | 8., Atlantic  | nicht qualifiziert |
| 2019/204 | 71   | 25   | 34   | —   | 12  | 62   | 190  | 238  | 7., Atlantic  | nicht qualifiziert |
| 2020/214 | 56   | 23   | 28   | —   | 5   | 51   | 155  | 189  | 6., North     | nicht qualifiziert |
| 2021/22  | 82   | 33   | 42   | —   | 7   | 73   | 224  | 264  | 7., Atlantic  | nicht qualifiziert |
| 2022/23  | 82   | 39   | 35   | —   | 8   | 86   | 259  | 270  | 6., Atlantic  | nicht qualifiziert |
| 2023/24  | 82   | 37   | 41   | —   | 4   | 78   | 250  | 281  | 7., Atlantic  | nicht qualifiziert |
| 2024/25  | 82   | 45   | 20   | —   | 7   | 97   | 242  | 232  | 4., Atlantic  | Niederlage im Conference-Viertelfinale, 2:4 (Toronto) |
| Gesamt   | 2525 | 1125 | 1078 | 115 | 205 | 2540 | 7214 | 7608 |               | 17 Playoff-Teilnahmen 28 Serien: 11 Siege, 17 Niederlagen 157 Spiele: 74 Siege, 83 Niederlagen                                                                                              |

1 Saison wegen des NHL-Lockout 1994/95 verkürzt
2 Saison wegen des NHL-Lockout 2004/05 ausgefallen
3 Saison wegen des NHL-Lockout 2012/13 verkürzt
4 Saison wegen der COVID-19-Pandemie verkürzt

### Franchiserekorde
Im Folgenden werden ausgewählte Spielerrekorde des Franchise sowohl über die gesamte Karriere als auch über einzelne Spielzeiten aufgeführt.

#### Karriere
|                                   | Name              | Anzahl                                     |
| Meiste Spiele                     | Chris Phillips    | 1.179 (in 17 Spielzeiten)                  |
| Meiste aufeinanderfolgende Spiele | Alexei Jaschin    | 292 (31. Dezember 1995 bis 17. April 1999) |
| Meiste Tore                       | Daniel Alfredsson | 426                                        |
| Meiste Vorlagen                   | Daniel Alfredsson | 682                                        |
| Meiste Punkte                     | Daniel Alfredsson | 1.108 (426 Tore + 682 Vorlagen)            |
| Meiste Strafminuten               | Chris Neil        | 2.522                                      |
| Meiste Shutouts                   | Patrick Lalime    | 30                                         |

#### Saison
|                               | Name           | Anzahl                      | Saison          |
| Meiste Tore                   | Dany Heatley   | 50                          | 2005/06 2006/07 |
| Meiste Vorlagen               | Jason Spezza   | 71                          | 2005/06         |
| Meiste Punkte                 | Dany Heatley   | 105 (50 Tore + 55 Vorlagen) | 2006/07         |
| Meiste Punkte als Rookie      | Alexei Jaschin | 79 (30 Tore + 49 Vorlagen)  | 1993/94         |
| Meiste Punkte als Verteidiger | Erik Karlsson  | 82 (16 Tore + 66 Vorlagen)  | 2015/16         |
| Meiste Strafminuten           | Mike Peluso    | 318                         | 1992/93         |
| Meiste Siege als Torhüter     | Patrick Lalime | 39                          | 2002/03         |

## Trainer
Abkürzungen: GC = Spiele, W = Siege, L = Niederlagen, T = Unentschieden, OTL = Niederlagen nach
Overtime, Pts = Punkte, Pts % = Punktequote
| Name            | Saison           | Reguläre Saison | Reguläre Saison | Reguläre Saison | Reguläre Saison | Reguläre Saison | Reguläre Saison | Reguläre Saison | Playoffs | Playoffs | Playoffs |
| Name            | Saison           | GC              | W               | L               | T               | OTL             | Pts             | Pts %           | GC       | W        | L        |
| Rick Bowness    | 1992/93–1995/96* | 235             | 39              | 178             | 18              | —               | 96              | .204            | —        | —        | —        |
| Dave Allison    | 1995/96*         | 25              | 2               | 22              | 1               | —               | 5               | .100            | —        | —        | —        |
| Jacques Martin  | 1995/96*–2003/04 | 692             | 341             | 235             | 96              | 20              | 798             | .577            | 69       | 31       | 38       |
| Roger Neilson** | 2001/02          | 2               | 1               | 1               | 0               | 0               | 2               | .500            | —        | —        | —        |
| Bryan Murray    | 2004/05–2006/07  | 164             | 100             | 46              | —               | 18              | 218             | .665            | 30       | 18       | 12       |
| John Paddock    | 2007/08*         | 64              | 36              | 22              | —               | 6               | 78              | .609            | —        | —        | —        |
| Bryan Murray    | 2007/08*         | 18              | 7               | 9               | —               | 2               | 16              | .444            | 30       | 18       | 12       |
| Craig Hartsburg | 2008/09*         | 48              | 17              | 24              | —               | 7               | 41              | .427            | —        | —        | —        |
| Cory Clouston   | 2008/09*–2010/11 | 198             | 95              | 83              | —               | 20              | 210             | .530            | 6        | 2        | 4        |
| Paul MacLean    | 2011/12–2014/15* | 239             | 114             | 90              | —               | 35              | 263             | .550            | 17       | 8        | 9        |
| Dave Cameron    | 2014/15*–2015/16 | 137             | 70              | 50              | —               | 17              | 157             | .573            | 6        | 2        | 4        |
| Guy Boucher     | 2016/17–2018/19* | 228             | 94              | 108             | —               | 26              | 214             | .469            | 19       | 11       | 8        |
| Marc Crawford   | 2018/19*         | 18              | 7               | 10              | —               | 1               | 15              | .417            | —        | —        | —        |
| D. J. Smith     | 2019/20–2023/24* | 317             | 131             | 154             | —               | 32              | 294             | .464            | —        | —        | —        |
| Jacques Martin  | 2023/24*         | 56              | 26              | 26              | —               | 4               | 56              | .500            | —        | —        | —        |
| Travis Green    | seit 2024/25     | 82              | 45              | 30              | —               | 7               | 97              | .591            | 6        | 2        | 4        |

* Wechsel während der Saison

** Jacques Martin überließ dem krebskranken Roger Neilson für zwei Spiele das Traineramt

## General Manager
| Name              | Saison           |
| Mel Bridgman      | 1992/93          |
| Randy Sexton      | 1993/94–1995/96* |
| Pierre Gauthier   | 1995/96*–1997/98 |
| Rick Dudley       | 1998/99          |
| Marshall Johnston | 1999/00–2001/02  |
| John Muckler      | 2002/03–2006/07* |
| Bryan Murray      | 2006/07*–2015/16 |
| Pierre Dorion     | 2016/17–2023/24* |
| Steve Staios      | seit 2023/24*    |

* Wechsel während der laufenden Saison

## Spieler

### Kader der Saison 2024/25
Stand: Ende der Saison 2024/25
| Nr. | Nat.               | Spieler           | Pos. | Geburtsdatum       | in Org. seit | Geburtsort                                  |
| --- | ------------------ | ----------------- | ---- | ------------------ | ------------ | ------------------------------------------- |
| 31  | Schweden           | Anton Forsberg    | G    | 27. November 1992  | 2021         | Härnösand, Schweden                         |
| 35  | Schweden           | Linus Ullmark     | G    | 31. Juli 1993      | 2024         | Lugnvik, Schweden                           |
| 72  | Kanada             | Thomas Chabot – A | D    | 30. Januar 1997    | 2015         | Sainte-Marie, Québec, Kanada                |
| 6   | Vereinigte Staaten | Dennis Gilbert    | D    | 30. Oktober 1996   | 2025         | Buffalo, New York, USA                      |
| 23  | Kanada             | Travis Hamonic    | D    | 16. August 1990    | 2022         | Saint-Malo, Manitoba, Kanada                |
| 3   | Vereinigte Staaten | Nick Jensen       | D    | 21. September 1990 | 2024         | Saint Paul, Minnesota, USA                  |
| 43  | Vereinigte Staaten | Tyler Kleven      | D    | 10. Januar 2002    | 2023         | Fargo, North Dakota, USA                    |
| 85  |                    | Jake Sanderson    | D    | 8. Juli 2002       | 2022         | Whitefish, Montana, USA                     |
| 2   | Russland           | Artjom Sub        | D    | 3. Oktober 1995    | 2020         | Chabarowsk, Russland                        |
| 22  | Kanada             | Michael Amadio    | C    | 13. Mai 1996       | 2024         | Sault Ste. Marie, Ontario, Kanada           |
| 19  |                    | Drake Batherson   | RW   | 27. April 1998     | 2017         | Fort Wayne, Indiana, USA                    |
| 21  | Kanada             | Nick Cousins      | C    | 20. Juli 1993      | 2024         | Belleville, Ontario, Kanada                 |
| 24  | Kanada             | Dylan Cozens      | C    | 9. Februar 2001    | 2025         | Whitehorse, Yukon, Kanada                   |
| 81  | Vereinigte Staaten | Adam Gaudette     | RW   | 3. Oktober 1996    | 2024         | Braintree, Massachusetts, USA               |
| 28  | Kanada             | Claude Giroux – A | C    | 12. Januar 1988    | 2022         | Hearst, Ontario, Kanada                     |
| 71  | Kanada             | Ridly Greig       | C    | 8. August 2002     | 2020         | Lethbridge, Alberta, Kanada                 |
| 17  | Kanada             | Zack MacEwen      | C    | 8. Juli 1996       | 2023         | Charlottetown, Prince Edward Island, Kanada |
| 57  | Kanada             | David Perron      | LW   | 28. Mai 1988       | 2024         | Sherbrooke, Québec, Kanada                  |
| 12  | Vereinigte Staaten | Shane Pinto       | C    | 12. November 2000  | 2021         | Franklin Square, New York, USA              |
| 18  | Deutschland        | Tim Stützle       | LW   | 15. Januar 2002    | 2020         | Viersen, Deutschland                        |
| 7   | Vereinigte Staaten | Brady Tkachuk – C | LW   | 16. September 1999 | 2018         | St. Louis, Missouri, Kanada                 |
| 20  | Schweden           | Fabian Zetterlund | LW   | 25. August 1999    | 2025         | Karlstad, Schweden                          |

### Mannschaftskapitäne
| Jahr      | Name              |
| 1992–1993 | Laurie Boschman   |
| 1993–1994 | Brad Shaw         |
| 1993–1994 | Mark Lamb         |
| 1993–1994 | Gord Dineen       |
| 1994–1998 | Randy Cunneyworth |
| 1998–1999 | Alexei Jaschin    |
| 1999–2013 | Daniel Alfredsson |
| 2013–2014 | Jason Spezza      |
| 2014–2018 | Erik Karlsson     |
| seit 2021 | Brady Tkachuk     |

In der Geschichte der Ottawa Senators gab es bisher zehn verschiedene Spieler, die das Amt des Mannschaftskapitäns bekleideten.
In ihre Premierensaison gingen die Senators mit dem eher unbekannten, aber sehr erfahrenen Laurie Boschman. Boschman war von den Senators im NHL Expansion Draft 1992 aus dem Kader der New Jersey Devils ausgewählt worden und konnte zu diesem Zeitpunkt auf 13 NHL-Spielzeiten bei den Toronto Maple Leafs, Edmonton Oilers, Winnipeg Jets und New Jersey Devils zurückblicken. Da er nach der Saison 1992/93 seine Karriere beendete, teilten sich im Folgejahr Brad Shaw, Mark Lamb und Gord Dineen das Kapitänsamt. Nach nur einem Jahr übernahm 1994 schließlich Randy Cunneyworth das „C“ und trug dieses vier Jahre lang bis 1998 auf seinem Trikot. Er war im Sommer 1994 von den Chicago Blackhawks gekommen und zählte zu den erfahrensten Spielern im Kader. Seine Amtszeit endete mit einem Wechsel zu den Buffalo Sabres im Sommer 1998, wodurch der Russe Alexei Jaschin für ein Jahr seinen Posten übernahm. Jaschin war der erste Draft-Pick des Teams im Jahr 1992 gewesen und gehörte seitdem ununterbrochen zum Kader. Da Jaschin in der Spielzeit 1999/00 eine persönliche Auszeit nahm, ging das Amt an den Schweden Daniel Alfredsson, der so lange wie kein anderer Spieler bisher im Amt blieb.

### Mitglieder der Hockey Hall of Fame
| Name              | Aufnahme | Position |
| Roger Neilson     | 2002     | Trainer  |
| Marián Hossa      | 2020     | Spieler  |
| Daniel Alfredsson | 2022     | Spieler  |
| Tom Barrasso      | 2023     | Spieler  |

### Gesperrte Trikotnummern
Vor dem ersten Spiel der Ottawa Senators am 8. Oktober 1992 wurde Frank Finnigan posthum geehrt. Finnigan war das letzte lebende Mitglied der Stanley-Cup-Mannschaft der „originalen“ Ottawa Senators von 1927 und hatte die Bewerbung um den Zuschlag für ein neues NHL-Franchise für Ottawa unterstützt. Seine Nummer 8 hängt an der Hallendecke des Canadian Tire Centre und wird an keinen Spieler der Senators mehr vergeben. Am 29. Dezember 2016 wurde die Nummer 11 von Daniel Alfredsson gesperrt. Am 18. Februar 2020 folgte die Nummer 4 von Chris Phillips. Am 17. Februar 2023 wurde die Nummer 25 von Chris Neil gesperrt.
Außerdem ist die berühmte 99 des Kanadiers Wayne Gretzky ligaweit seit dem 6. Februar 2000 gesperrt.
| Nr. | Name              | Sperrungsdatum             |
| 4   | Chris Phillips    | 18. Februar 2020           |
| 8   | Frank Finnigan    | 8. Oktober 1992            |
| 11  | Daniel Alfredsson | 29. Dezember 2016          |
| 25  | Chris Neil        | 17. Februar 2023           |
| 99  | Wayne Gretzky     | 6. Februar 2000 (ligaweit) |

### Top-10-Wahlrechte im NHL Entry Draft
| Name             | Jahr | Draft-Position |
| Alexei Jaschin   | 1992 | 2.             |
| Alexandre Daigle | 1993 | 1.             |
| Radek Bonk       | 1994 | 3.             |
| Bryan Berard     | 1995 | 1.             |
| Chris Phillips   | 1996 | 1.             |
| Jason Spezza     | 2001 | 2.             |
| Brian Lee        | 2005 | 9.             |
| Jared Cowen      | 2009 | 9.             |
| Mika Zibanejad   | 2011 | 6.             |
| Brady Tkachuk    | 2018 | 4.             |
| Tim Stützle      | 2020 | 3.             |
| Jake Sanderson   | 2020 | 5.             |
| Tyler Boucher    | 2021 | 10.            |
| Carter Yakemchuk | 2024 | 7.             |

Der erste Spieler, den die Ottawa Senators in ihrer Geschichte im NHL Entry Draft verpflichteten, war der Russe Alexei Jaschin. Jaschin entwickelte sich in den folgenden Jahren zu einer wichtigen Stütze des Teams, fiel aber immer wieder negativ auf, als er immer mehr Geld verlangte und deshalb sogar zwei Mal streikte. Alexandre Daigle wurde 1993 als Gesamterster ausgewählt, konnte aber nie die Erwartungen erfüllen und ging als einer der größten Draft-Flops in die Geschichte ein. Bryan Berard wurde 1995 ebenfalls als Gesamterster gedraftet, spielte aber kein einziges Spiel für Ottawa, da er noch vor Beginn seiner NHL-Karriere zu den New York Islanders transferiert wurde. Das Draft-Jahr 1996 zählt zu den schwächsten in der Geschichte des NHL Entry Draft und so entwickelte sich der von Ottawa an Position 1 gewählte Chris Phillips nie zu einem echten Star, konnte sich aber trotzdem als fester Teil von Ottawas Verteidigung etablieren. Jason Spezza, der 2001 an zweiter Stelle ausgewählt wurde, war die wohl bisher beste Wahl der Senators. Spezza entwickelte sich zu einem sehr guten Spielmacher und zählte trotz seines jungen Alters zeitweise zu den besten Centern in der NHL. Brian Lee, der 2005 an der neunten Position gedraftet wurde, kam bisher lediglich sporadisch in der NHL zum Einsatz.
Aber nicht nur die Top-10-Draftpicks sorgten für Aufsehen, sondern auch später gezogene Spieler, wie Daniel Alfredsson und Marián Hossa.

### Franchise-Top-Punktesammler
Die zehn besten Punktesammler in der Geschichte des Franchise bis zum Ende der regulären Saison 2024/25 und der Playoffs 2025.
Abkürzungen: Pos = Position, GP = Spiele, G = Tore, A = Vorlagen, Pts = Punkte, P/G = Punkte pro Spiel
| Name              | Pos | Saison          | GP   | G   | A   | Pts  | P/G  |
| Daniel Alfredsson | RW  | 1995/96–2012/13 | 1178 | 426 | 682 | 1108 | 0,94 |
| Jason Spezza      | C   | 2002/03–2013/14 | 686  | 251 | 436 | 687  | 1,00 |
| Erik Karlsson     | D   | 2009/10–2017/18 | 627  | 126 | 392 | 518  | 0,83 |
| Alexei Jaschin    | C   | 1993/94–2000/01 | 504  | 218 | 273 | 491  | 0,97 |
| Wade Redden       | D   | 1996/97–2007/08 | 838  | 101 | 309 | 410  | 0,49 |
| Brady Tkachuk     | LW  | seit 2018/19    | 512  | 191 | 213 | 404  | 0,79 |
| Radek Bonk        | C   | 1994/95–2003/04 | 689  | 152 | 247 | 399  | 0,58 |
| Marián Hossa      | RW  | 1997/98–2003/04 | 467  | 188 | 202 | 390  | 0,84 |
| Dany Heatley      | LW  | 2005/06–2008/09 | 317  | 180 | 182 | 362  | 1,14 |
| Mike Fisher       | C   | 1999/00–2010/11 | 675  | 167 | 181 | 348  | 0,51 |

| Name              | Pos | GP  | G  | A  | Pts | P/G  |
| Daniel Alfredsson | RW  | 121 | 51 | 49 | 100 | 0,83 |
| Jason Spezza      | C   | 56  | 17 | 35 | 52  | 0,93 |
| Wade Redden       | D   | 94  | 12 | 33 | 45  | 0,48 |
| Erik Karlsson     | D   | 48  | 6  | 31 | 37  | 0,77 |
| Dany Heatley      | LW  | 34  | 10 | 25 | 35  | 1,03 |
| Martin Havlát     | LW  | 51  | 14 | 20 | 34  | 0,67 |
| Marián Hossa      | RW  | 51  | 13 | 21 | 34  | 0,67 |
| Mike Fisher       | C   | 75  | 14 | 14 | 28  | 0,37 |
| Kyle Turris       | C   | 42  | 12 | 12 | 24  | 0,57 |
| Radek Bonk        | C   | 61  | 9  | 15 | 24  | 0,39 |